# .bv
.bv és el domini de primer nivell territorial (ccTLD) reservat pel territori dependent noruec de l'illa de Bouvet. És gestionat per l'empresa Norid, però actualment no està obert a nous registres. El domini fou designat el 21 d'agost de 1997, al mateix temps que s'assignà el domini .sj a l'arxipèlag àrtic Svalbard i a la gairebé deshabitada illa volcànica de Jan Mayen. Tots dos foren posats sota el registre .no de Norid, que n'és també el patrocinador. Temps després, les polítiques noruegues determinaren que el domini .no era suficient per encabir els seus territoris d'ultramar i que, per tant, el domini no estaria obert a noves inscripcions. Noruega no té la pretensió de comercialitzar els seus recursos, de manera que no està prevista la venda del domini .bv. Si més endavant es decideix utilitzar de nou, s'haurà de fer sota la regulació de l'Autoritat Noruega de Correus i Telecomunicacions i seguir les mateixes polítiques que el .no.

## Història
Bouvet és una illa volcànica deshabitada del sud de l'oceà Atlàntic. Fou reclamada per Noruega l'any 1927. El domini fou assignat el 21 d'agost de 1997, alhora que s'assignava .sj per a les illes de Svalbard i Jan Mayen. El domini es va crear a partir de l'assignació de ccTLDs, que la Internet Assigned Numbers Authority (IANA) va atorgar a totes les entitats amb codi ISO 3166 i que per la qual l'illa de Bouvet disposava del .bv.
El juny de 2015, l'informàtic noruec Håkon Wium Lie i el Partit Socialista d'Esquerra proposaren utilitzar el domini .bv, juntament amb .sj, com a paradisos gratuïts en línia. La proposta pretengué protegir de la vigilància tant a les autoritats noruegues com a la dissidència estrangera.
El març de 2012, Norid inicià una primera col·laboració amb el registre de domini neerlandès SIDN amb l'objectiu d'examinar la possibilitat d'utilitzar el domini .bv al mercat dels Països Baixos. BV és la forma més freqüent de societat limitada als Països Baixos, la qual cosa podria haver fet de .bv un domini popular. La col·laboració s'acabà el juny de 2016 quan el Ministeri de Transports i Comunicacions avisà que no s'hauria de concedir la dispensació de determinades parts del Reglament de domini noruec, que s'hauria obert per a la venda del domini .bv.

## Política
La gestió del .bv recau en Norid, l'empresa situada a Trondheim que també s'encarrega del registre .no i el ja no utilitzat .sj. Norid és una societat anònima propietat d'Uninett, que és alhora propietat del Ministeri d'Educació i Recerca de Noruega. El dret legal per administrar els dominis és doble, basat en un acord amb la Internet Assigned Numbers Authority (IANA) i la regulació sota la Llei de Telecomunicacions, supervisada per l'Autoritat Noruega de Correus i Telecomunicacions, situada a Lillesand.
La política d'ús del .bv està regulada pel Reglament relatiu als noms de domini sota el codi noruec de dominis de primer nivell territorial, també conegut com el Reglament de domini. Aquest reglament també regula dos altres ccTLD de Noruega: el .sj i el .no. En cas que es tornés a usar el .bv, el domini hauria de seguir les mateixes regles i procediments que actualment usa el .no. El domini queda reservat per a un possible ús futur. Els responsables polítics no han tingut en compte la venda dels dos ccTLD no utilitzats, bàsicament perquè la comercialització dels recursos de domini està en directa contradicció amb les polítiques de Noruega.